# Кругле озеро (Верхньодвінський район)
Кру́гле (біл. Круглае) — невелике озеро в Верхньодвінському районі Вітебської області Білорусі, біля кордону з Латвією.
Озеро розташоване за 20 км на північний захід від міста Верхньодвінськ.
Довжина озера — 370 м, ширина — 130 м, площа — 0,04 км². Озеро стікає до сусіднього Чорного.
Озеро обмежене пагорбами висотою до 20 м, місцями заболочені.